# Dumitru Roșca

Bustul lui D.D.Roșca de pe Aleea Academicienilor din Săliște

Dumitru Roșca (n. 29 ianuarie 1895, Săliște, comitatul Sibiu – d. 25 august 1980, Cluj) a fost un filosof român, traducătorul scrierilor lui G.W.F. Hegel în română, începând cu sfârșitul anilor 1950 până în anii 1960. În anul 1974 a devenit membru titular al Academiei Române.

## Cariera didactică
Din 1938 până în 1948 a fost directorul Seminarului Pedagogic din Cluj (în prezent Colegiul Național „Emil Racoviță”).

## Distincții
- Ordinul „Meritul Cultural” în gradul de Cavaler cl. II, pentru litere (23 septembrie 1942)[2]
- titlul de „Profesor Emerit al Republicii Populare Romîne” (18 august 1964) „pentru activitate deosebită în domeniul cercetării științifice și contribuție la dezvoltarea învățămîntului superior”[3]
- Ordinul „Meritul Științific” clasa a II-a (26 septembrie 1966) „pentru merite deosebite în activitatea științifică, cu prilejul Centenarului Academiei Republicii Socialiste România”[4]

## Opere
- Linii și figuri (Sibiu, 1943)
- Puncte de sprijin (Sibiu, 1943)
- Istoria filosofiei (1964)
- Prelegeri de estetică (1966)
- Știința logicii (1966)
- Studii filosofice (1967)
- Însemnări despre Hegel (1967)
- Influența lui Hegel asupra lui Taine (1968)
- Existența tragică: încercare de sinteză filosofică(1968)
- Prelegeri de filosofie a istoriei (1969)
- Studii și eseuri filosofice (1970)
- Oameni și climate (1971)

## Galerie de imagini

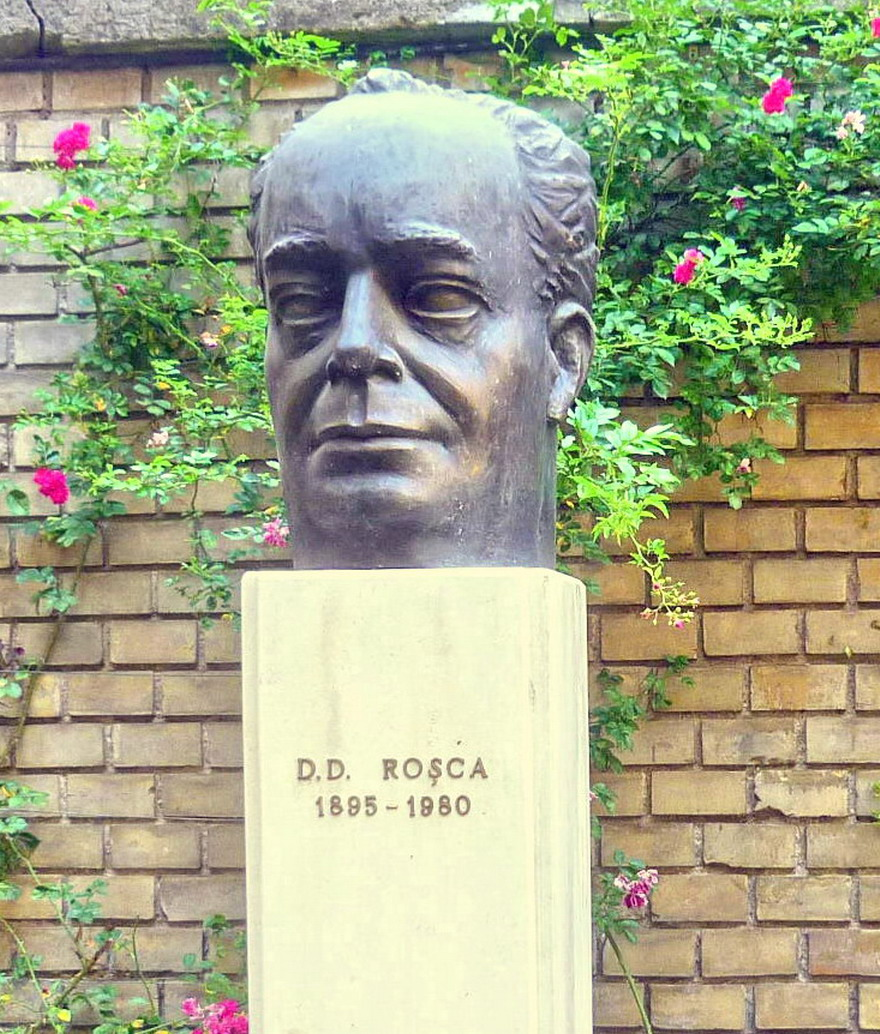
Monumentul D.D. Roşca din „Parcul Memoriei Universitare” în curtea Universităţii Babeş-Bolyai din Cluj